# Achillobator
Achillobator (/əˌkɪləˈbaɪtɔːr/ a-KILL-ə-BAY-tohr) là một chi theropoda thuộc họ Dromaeosauridae sống cách nay từ 98 tới 83 triệu năm vào thời kỳ Creta muộn tại nơi ngày nay là Mông Cổ, châu Á. Đây một trong các chi Dromaeosauridae lớn nhất; mẫu gốc (đồng thời là cá thể duy nhất) của Achillobator được ước tính dài 5 đến 6 m (16,4 đến 19,7 ft). Achillobator có kích thước vừa phải, sống trên mặt đất, ăn thịt và đi hai chân. Nó là một kẻ săn mồi tích cực, săn bằng chiếc vuốt dài hình lưỡi liềm trên ngón chân thứ hai (ngón trỏ).